# Itești
Itești – wieś w Rumunii, w okręgu Bacău, w gminie Itești. W 2011 roku liczyła 914 mieszkańców.